# Energisa Paraíba
A Energisa Paraíba, anteriormente conhecida como Sociedade Anônima de Eletrificação da Paraíba (SAELPA), é uma empresa de distribuição de energia elétrica com atuação no estado da Paraíba.

## História
A Sociedade Anônima de Eletrificação da Paraíba, mais conhecida pelo acrônimo Saelpa, era uma sociedade de economia mista estadual, formada sob a forma de sociedade anônima de capital fechado. Foi fundada em 11 de dezembro de 1964. A companhia tinha como finalidades: explorar a concessão dos serviços de geração, transmissão, distribuição e comercialização de energia elétrica do Estado da Paraíba (acionista majoritário, com 82% do total das ações). A Eletrobrás tinha 13%, os municípios paraibanos 2% e outros acionistas 3%. Atendia 655 mil consumidores, em 217 municípios e toda a energia comprada vinha da Chesf.
Recebeu a denominação de Energisa Paraíba depois que foi privatizada em dezembro de 2000, passando para a gestão do Grupo Energisa. Foi adquirida em leilão de privatização que aconteceu na Bolsa do Rio por 362,98 milhões de reais, preço mínimo fixado para 75% do capital votante da empresa. O BNDES ficou responsável pelo financiamento de 50% do valor da compra.

## Área de Concessão
A Energisa Paraíba atende 1,4 milhão de unidades consumidoras em 222 cidades do Estado da Paraíba.

## Reajustes tarifários
A ANEEL define anualmente os reajustes tarifários para as distribuidoras de energia elétrica no Brasil.
| A partir de          | Reajuste tarifário | Reajuste tarifário            | Reajuste tarifário           | Reajuste tarifário |
| A partir de          | Baixa tensão B1    | Baixa tensão (reajuste médio) | Alta tensão (reajuste médio) | Efeito médio       |
| -------------------- | ------------------ | ----------------------------- | ---------------------------- | ------------------ |
| 28 de agosto de 2020 | + 3,02%            | + 3,61%                       | + 6,60%                      | + 4,28%            |
| 28 de agosto de 2021 | + 5,77%            | + 6,53%                       | + 9,09%                      | + 7,08%            |